# 2008年河北保定监狱越狱事件
2008年河北保定监狱越狱事件，是指2008年3月12日在河北保定监狱在押囚犯谢万礼发生的一宗越狱事件。

## 人物资料
谢万礼，越狱时28岁，曾在部队中担任侦察兵。2005年谢万礼因与人合伙绑架被判处有期徒刑18年。

## 事件经过
2008年3月12日晚上22时，河北省保定监狱在押犯人谢万礼借假借上厕所之机，逃至监狱存放吊车的仓库，开动监狱内部吊车冲破连续撞开监狱三道大门及围墙逃离监狱。谢万礼逃离监狱后，驾车在保定市区连续撞击4辆汽车，并冲入军校广场草坪，随即弃车逃跑。
在逃过程中，谢万礼四处打电话问朋友借钱，未果。随后打电话给了哥哥，正是这个电话暴露了行踪。数小时后，警方在京张高速公路张家口沙岭子路段将谢万礼驾驶的冀R23313卡车拦截。

## 法院判决
保定市中级法院认为，谢万礼驾驶吊车连续撞开监狱3道大门及围墙后脱逃，其行为已构成脱逃罪；谢万礼脱逃司法部门有效监管后，继续驾驶因撞击导致刹车失灵、方向跑偏的吊车，闯入保定市一些公共区域，并连续撞击4辆汽车，给不特定人人身安全造成危险，并使他人财产遭受重大损失，其行为已构成以危险方法危害公共安全罪。谢万礼曾因犯抢劫罪、绑架罪被判处刑罚，在此刑罚未执行完毕之前又犯脱逃罪、以危险方法危害公共安全罪，应对其数罪并罚。依照刑法有关规定，法院作出判决：以危险方法危害公共安全罪，判处谢万礼无期徒刑，剥夺政治权利终身；以犯脱逃罪，判处其有期徒刑5年；与所犯抢劫罪、绑架罪未执行刑罚数罪并罚，决定执行无期徒刑，剥夺政治权利终身。